# Doto carinova
Doto carinova és una espècie de mol·lusc gastròpode de la família dels dòtids. Se n'ha trobat un únic espècimen, que fou recollit a 277 m de profunditat al mar de Weddell i feia 13 mm de llargada. El seu nom específic, carinova, deriva de les paraules llatines carina ('quilla') i ova ('ous') i es refereix a la marcada protuberància que s'observa en la massa d'ous d'aquest animal. Es diferencia de D. antarctica, una espècie simpàtrica, pel fet de tenir el cos més llarg i pàl·lid, entre altres característiques. Com que fou descobert fa poc temps, el seu estat de conservació encara no ha sigut avaluat.